# マルコス・ガルシア (自転車選手)
マルコス・ガルシア・フェルナンデス（Marcos García Fernández、1986年12月4日 - ）は、スペイン・マドリード州サン・マルティン・デ・バルデイグレシアス出身の自転車競技選手。キナンサイクリングチームに所属。

## 来歴

### 2008-2010年：シャコベオ・ガリシア
コパ・デ・エスパーニャのU23で年間ランキング3位などの活躍が認められ、2008年8月カルピン・ガリシアにトレーニーとして加入。
2009年、シャコベオ・ガリシア（前年のカルピン・ガリシア）に正式に加入。プロ1年目にしてブエルタ・ア・ムルシアで総合16位に入り、ジロ・デ・イタリアにも出場し総合51位で完走。
2010年、前年を上回る活躍を見せグラン・プレミオ・デ・リョディオで2位、ブエルタ・ア・ラ・リオハで3位に入るなど活躍。ブエルタ・ア・エスパーニャに初出場、エセキエル・モスケラの総合2位をアシストし、総合44位で完走。しかし、所属先のシャコベオ・ガリシアは2010年いっぱいで解散した。

### 2011年：KTM・ムルシア
ギリシャ籍のコンチネンタルチーム、KTM・ムルシアに移籍。前年2位に入ったグラン・プレミオ・デ・リョディオで3位、スペイン選手権ロードレースで9位に入るなど活躍したものの、8月2日で契約解除。

### 2012-2014年：カハ・ルラル
2012年、スペインのプロコンチネンタルチームであるカハ・ルラルに加入。自身2度目のブエルタ・ア・エスパーニャに出場。第4ステージでは終盤メイン集団からアタックし勝利を確信しガッツポーズをしてゴールしたものの、逃げの3人が先にフィニッシュしており幻の勝利となった。総合27位で完走。

## 主な成績
- 2006年
  - ブエルタ・ア・パレンシア　区間優勝（第6）
- 2007年
  - ブエルタ・ア・アビラ　総合優勝
    - 区間優勝（第2）

  - ブエルタ・ア・パレンシア　区間優勝（第4）
  - ビスカイコ・ビラ　総合3位
- 2008年
  - ビスカイコ・ビラ　総合優勝
  - コパ・デ・エスパーニャ　アンダー23　年間3位
  - グラン・プレミオ・ディプタシオン・デ・ポンテベドラ　3位
- 2010年
  - グラン・プレミオ・デ・リョディオ　2位
  - ブエルタ・ア・ラ・リオハ　3位
  - ツアー・オブ・スロベニア　総合7位
  - スビーダ・アル・ナランコ　7位
- 2011年
  - グラン・プレミオ・デ・リョディオ　3位
  - スペイン選手権　ロードレース　9位
- 2013年
  - ブエルタ・ア・ラ・コムニダ・デ・マドリー　6位
  - ラ・ルー・トゥランジェル　8位
  - プルエバ・ビリャフランカ・デ・オルディシア　9位
  - ブエルタ・ア・アストゥリアス　総合10位
- 2014年
  - ブエルタ・ア・カスティーリャ・イ・レオン　総合2位
  - ジロ・デッレミリア　9位
- 2015年
  - ブエルタ・ア・アストゥリアス　総合4位
  - ブエルタ・ア・ラ・コムニダ・デ・マドリー　総合7位
  - クラシカ・デ・ローレ　10位
- 2016年
  - ツアー・オブ・ジャパン　総合2位
  - Jプロツアー　大分サイクルロードレース　3位
  - ツール・ド・シンカラ　総合7位
  - ツール・ド・熊野　総合10位
- 2017年
  - ツール・ド・北海道　総合優勝
    - 区間優勝（第3）

  - ツアー・オブ・ジャパン　区間優勝（第6）
  - ツール・ド・熊野　総合3位
- 2017年
  - ツアー・オブ・ジャパン　総合優勝
    - 区間優勝（第5）

  - ツール・ド・熊野　総合8位

### グランツール

#### ジロ・デ・イタリア
- 2009年：総合51位

#### ブエルタ・ア・エスパーニャ
- 2010年：総合44位
- 2012年：総合27位
- 2013年：総合75位